# ISO 3166-2:SE
ISO 3166-2:SE – kody ISO 3166-2 dla regionów terytorialnych (szw. län) w Szwecji.
Kody ISO 3166-2 to część standardu ISO 3166 publikowanego przez Międzynarodową Organizację Normalizacyjną. Kody te są przypisywane głównym jednostkom podziału administracyjnego, takim jak np. województwa czy stany, każdego kraju posiadającego kod w standardzie ISO 3166-1. 
Pierwsza część oznaczenia to kod Szwecji zgodnie z ISO 3166-1, natomiast druga część oznaczenia znajdująca się po myślniku to kod literowy jednostki administracyjnej. 

## Kody ISO
| Kod ISO | Nazwa jednostki administracyjnej | Rodzaj jednostki administracyjnej |
| ------- | -------------------------------- | --------------------------------- |
| SE-K    | Blekinge                         | region terytorialny               |
| SE-W    | Dalarna                          | region terytorialny               |
| SE-I    | Gotland                          | region terytorialny               |
| SE-X    | Gävleborg                        | region terytorialny               |
| SE-N    | Halland                          | region terytorialny               |
| SE-Z    | Jämtland                         | region terytorialny               |
| SE-F    | Jönköping                        | region terytorialny               |
| SE-H    | Kalmar                           | region terytorialny               |
| SE-G    | Kronoberg                        | region terytorialny               |
| SE-BD   | Norrbotten                       | region terytorialny               |
| SE-M    | Skania                           | region terytorialny               |
| SE-AB   | Stockholm                        | region terytorialny               |
| SE-D    | Södermanland                     | region terytorialny               |
| SE-C    | Uppsala                          | region terytorialny               |
| SE-S    | Värmland                         | region terytorialny               |
| SE-AC   | Västerbotten                     | region terytorialny               |
| SE-Y    | Västernorrland                   | region terytorialny               |
| SE-U    | Västmanland                      | region terytorialny               |
| SE-O    | Västra Götaland                  | region terytorialny               |
| SE-T    | Örebro                           | region terytorialny               |
| SE-E    | Östergötland                     | region terytorialny               |